# Charles Dallara
Pour les articles homonymes, voir Dallara (homonymie).
Charles Dallara, né le 25 août 1948 à Spartanburg,,  est directeur de l'Institut de la finance internationale depuis 1993.

## Biographie[3]

### Formation
Né à Spartanburg (Caroline du Sud), Charles Dallara obtient un Bachelor of Science degree en économie à l'université de Caroline du Sud en 1970, puis étudie à la Fletcher School of Law and Diplomacy (en).

### Carrière
- 1982-1983 : Administrateur remplaçant au FMI
- 1983-1985 : Assistant du secrétaire au Trésor des États-Unis chargé des questions monétaires internationales
- 1984-1989 : Administrateur (executive director) au FMI
- 1985-1988 : Assistant du secrétaire au Trésor des États-Unis chargé de la politique économique internationale
- 1988-1989 : Conseiller du secrétaire au Trésor des États-Unis
- 1991-1993 : Managing Director de JPMorgan Chase, il est dirige Morgan's investment and commercial banking business pour l'Europe de l'Est, l'ancienne URSS, le  Moyen-Orient, l'Afrique et l'Inde.
- 1993- : Directeur de l'Institut de la finance internationale

### Divers
- Charles Dallara est membre du Council on Foreign Relations (CFR)
- Charles Dallara a participé à la conférence Bilderberg de Baden-Baden, Allemagne en 1991.